# 云武街道
云武街道是中华人民共和国山西省大同市云冈区下辖的一个乡。2021年3月，撤销青磁窑街道、晋华宫街道，合并设立云武街道。以原青磁窑街道、原晋华宫街道的行政区域为云武街道的行政区域。

## 行政区划
云武街道下辖原青磁窑街道、原晋华宫街道的行政区域。